# Die Feuerzangenbowle (1944)
Die Feuerzangenbowle ist eine deutsche Filmkomödie aus dem Jahr 1944 mit Heinz Rühmann in der Hauptrolle. Sie basiert auf dem gleichnamigen Roman von Heinrich Spoerl. Regie führte Helmut Weiss.

## Handlung
Dem Film ist ein angepasstes Zitat aus dem Roman vorangestellt: „Dieser Film ist ein Loblied auf die Schule, aber es ist möglich, daß die Schule es nicht merkt.“
Die Rahmenhandlung des Films beginnt mit einer Runde vier älterer Herren, die sich bei einer Feuerzangenbowle Geschichten aus ihrer Schulzeit erzählen. Der erfolgreiche junge Schriftsteller Dr. Johannes Pfeiffer stößt erst später zu der geselligen Runde. Der Spaß, den seine Freunde in ihrer Schulzeit hatten, ist ihm fremd. Er blieb Pfeiffer versagt, da er von einem Hauslehrer unterrichtet wurde. Seine Freunde animieren ihn daraufhin, das Versäumte nachzuholen und als Oberschüler verkleidet für ein paar Wochen eine richtige Schule zu besuchen. Die Wahl fällt auf ein Gymnasium in der kleinen Stadt Babenberg.
In der Binnenerzählung besucht er die Schule als Oberprimaner Johann (Hans) Pfeiffer. Er quartiert sich zunächst in einem teuren Gasthaus ein, wird aber vom Direktor angewiesen, eine ordentliche „Kammer“ anzumieten. Er ist bald in der Klasse beliebt und spielt zusammen mit seinen Klassenkameraden den Lehrern Professor Crey (genannt „Schnauz“) und Professor „Bömmel“ (dessen wirklicher Name nie erwähnt wird) sowie dem Direktor Knauer (genannt „Zeus“) übliche Schülerstreiche. Als Professor Crey im Chemieunterricht die alkoholische Gärung erläutert und die Schüler zur Veranschaulichung einen Schluck Heidelbeerwein nehmen lässt, benehmen sich die Schüler nach Anleitung von Pfeiffer, als seien sie betrunken. Als der Direktor Crey zur Verantwortung ziehen will, gesteht Pfeiffer reumütig seine Tat und wird in den Karzer gesperrt. Dort bekommt er Besuch von Schülerinnen des benachbarten Mädchengymnasiums, darunter Eva, der Tochter von Direktor Knauer. Beide entwickeln Gefühle füreinander.
Eva soll jedoch nach Willen ihrer Eltern mit dem viel älteren Crey verbandelt werden. Bei einem Besuch in einem Biergarten setzt sich Pfeiffer dreist an den Tisch zu den Knauers, Crey und Eva und äußert sich ironisch missbilligend zum Altersunterschied zwischen Crey und Eva.
Pfeiffers extravagante Freundin Marion reist ihm derweil nach und versucht „mit den Mitteln der Frau“, ihn zur Rückkehr nach Berlin zu bewegen. Er lässt sich zunächst von ihr überreden, zurückzukehren, beschließt aber im letzten Moment, an der Schule zu bleiben und Marion allein zurückreisen zu lassen.
Als während einer Unterrichtsstunde Crey bei Pfeiffer einen mit „E.“ unterzeichneten Brief konfisziert, in dem ein Treffen avisiert wird, bestellt er Pfeiffer um 15 Uhr zu sich nach Hause ein. Pfeiffer erscheint eine Stunde zu spät, dreht aber heimlich die Uhren in Creys Wohnung eine Stunde zurück, um seine Verspätung zu kaschieren.
Als Hans Pfeiffer seiner Eva seine wahre Identität offenbart und sie zu seiner Ehefrau nehmen möchte, nimmt sie ihn diesbezüglich jedoch nicht ernst. Durch diese Zurückweisung gekränkt, beschließt er, seinen Verweis aus der Schule zu provozieren. Zunächst lädt er mit dem Vorwand, es werde die (damals erstaunliche) Substanz Radium gezeigt, die Oberklasse des Mädchengymnasiums, zu der auch Eva zählt, zum gemeinsamen Chemieunterricht im Jungengymnasium ein. Da er Creys Wecker und Uhr verstellt hatte, begibt sich dieser erst viel zu spät auf den Weg zur Schule. In der Zwischenzeit hält Pfeiffer, verkleidet als Professor Crey, selbst den Chemieunterricht. Just am selben Tag besucht der Oberschulrat das Gymnasium, um Creys Eignung für das Direktorat einer eigenen Schule zu prüfen. Als das den Unterricht visitierende Lehrerkollegium feststellt, dass Pfeiffer den Unterricht hält, fleht Direktor Knauer ihn an, den Schwindel weiterzuspielen, um die Peinlichkeit vor dem Oberschulrat zu verbergen, und sichert ihm Straffreiheit zu. Gerade als der Oberschulrat, zufrieden mit dem erlebten Unterricht, abreisen möchte, stürmt der echte Professor Crey zur Tür herein und steht Pfeiffer gegenüber. Der Oberschulrat empfiehlt den beiden Herren, sich zu einigen, wer denn nun der echte Crey sei, und reist ab. Pfeiffer beendet die Maskerade und erwartet seinen Hinauswurf für diese Aktion, doch Direktor Knauer hatte ihm ja Straferlass zugesichert und kann daher nichts gegen ihn unternehmen. Daher droht Pfeiffer damit, die Tochter des Direktors zu entführen, die spontan aufspringt und zu ihm stürmt. Da er sein Abiturzeugnis, seine Promotionsurkunde, seinen Literaturpreis und seinen Einkommensteuerbescheid präsentieren kann, steht einer Verbindung der beiden letztlich nichts im Wege.
Der Film endet mit der Rahmenhandlung: Pfeiffer, wieder als Erwachsener, erklärt, all das soeben Erzählte sei eigentlich erfunden. Nur die Szenerie mit der Feuerzangenbowle sei Wirklichkeit.

## Hintergrund
Der Film basiert auf dem gleichnamigen Buch von Heinrich Spoerl und hält sich eng an die literarische Vorlage. Die Dialoge sind größtenteils wortgleich. Lediglich einige wenige Stellen wurden ausgelassen oder geringfügig verändert. Der Figur von Spoerls Oberlehrer Dr. Brett wurde das Preußisch-Militärische genommen: Brett tritt nun als junger, von den Schülern und seinen altgedienten Kollegen gleichermaßen geschätzter und respektierter Vertreter „einer neuen Zeit“ in Erscheinung, in der Disziplin bei der Erziehung von Kindern und Jugendlichen eine zentrale Rolle spielt. Junge Menschen müssen demnach angebunden werden wie junge Bäume, damit es zu „schönem, geraden Wachstum“ kommt. Direktor Knauer, der im Buch äußerlich als „bartlos“ und durch „rundes, nur durch eine Brille unterbrochenes Gesicht“ charakterisiert ist, wird im Film dem griechischen Göttervater Zeus mit üppigem Haupthaar und Vollbart auch physiognomisch angenähert.
Bereits 1934 war eine etwas freiere Verfilmung des Romans unter dem Titel So ein Flegel erschienen. Auch hier spielt Heinz Rühmann die Hauptrolle, sogar in einer Doppelrolle. Das Drehbuch schrieb Hans Reimann.
Die Feuerzangenbowle spielt in einer „guten alten Zeit“, die nicht genau datiert ist, aber um die Wende zum 20. Jahrhundert zu verorten ist. Das zeigt sich an den Schülermützen, die zum Drehzeitpunkt schon seit etlichen Jahren abgeschafft waren. Die Kleidung der vorkommenden Personen entspricht der Zeit um 1900. Auch die Uniform eines in einer Szene kurz auftretenden Polizisten mit Pickelhaube spricht für diese Datierung sowie die Tatsache, dass Pfeiffer am Anfang des Films zu dem Treffen mit seinen Freunden mit einer Kutsche gefahren wird. Das Element Radium, das Pfeiffer den Schülern vorzustellen vorgibt, wurde 1898 entdeckt. Das Bild im Direktorenzimmer zeigt dagegen den schon 1888 verstorbenen Kaiser Wilhelm I. Die Darstellung des Mädchengymnasiums spricht jedoch eher für eine spätere Datierung, da sich Preußen erst 1908 dazu verpflichtete, auch Mädchen eine höhere Schulbildung und einen universitären Zugang zu ermöglichen.

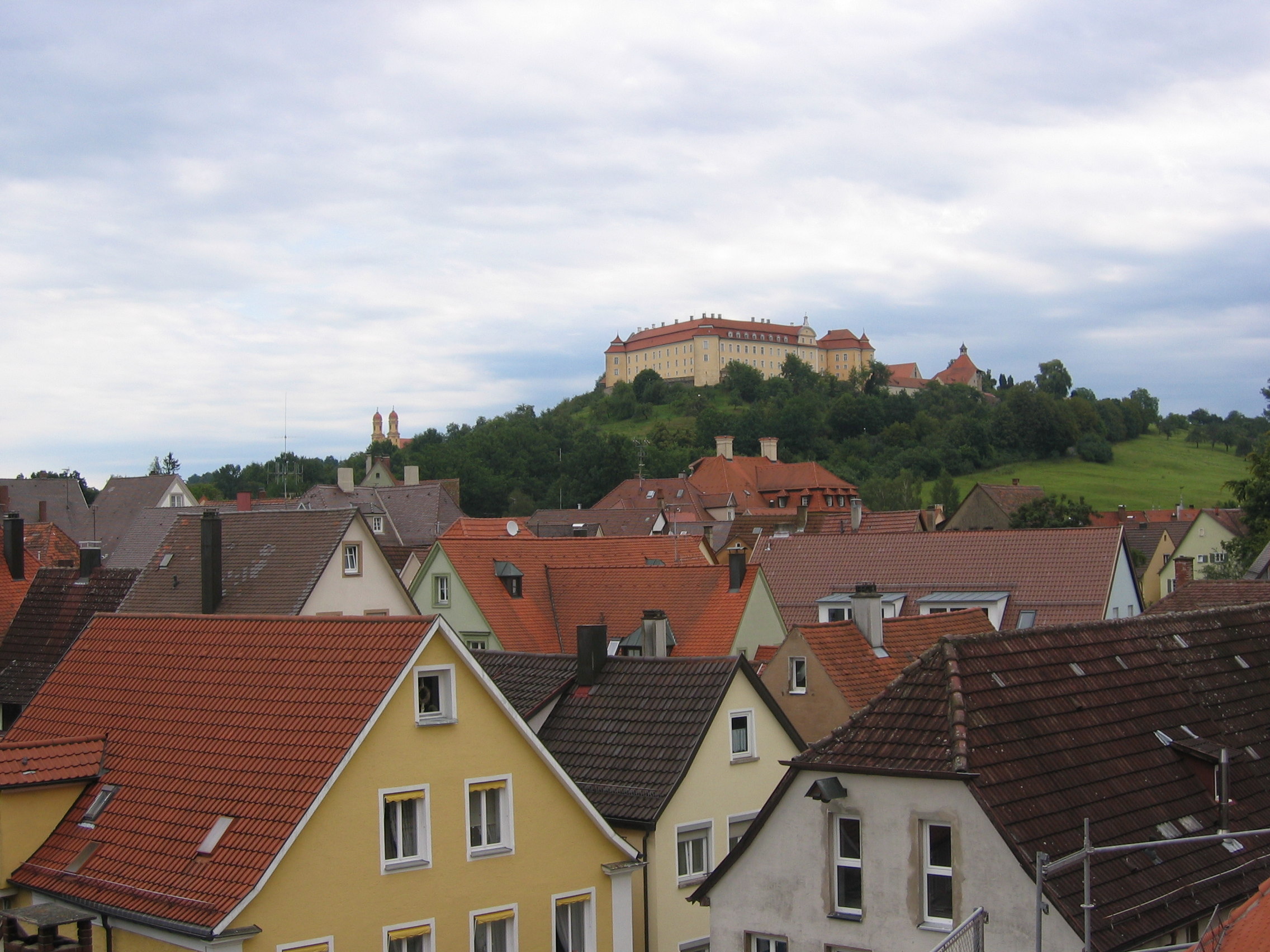
Das Ellwanger Schloss (oben Mitte) und die Wallfahrtskirche Schönenberg (oben links) wurden im Film in ein Schulfenster montiert, was zur Legendenbildung führte, Ellwangen sei Drehort gewesen.

Der Film wurde von der Herstellungsgruppe Heinz Rühmann im Rahmen der Terra-Filmkunst produziert. Eine Kinoprojektion (24 Bilder/Sek.) dauert 98:11 Minuten, während eine Fernsehprojektion (25 Bilder/Sek.) 94:15 Minuten in Anspruch nimmt. Die Dreharbeiten begannen am 18. März 1943 und zogen sich bis Juni 1943 hin. Sie fanden weitgehend auf dem Gelände der Ufastadt Babelsberg statt, wobei das im Film gezeigte Schulgebäude ein Modell war, das dem Rheingau-Gymnasium in Berlin-Friedenau und dem Goethe-Gymnasium in Berlin-Wilmersdorf nachempfunden gewesen sein soll.
Da bei in Babelsberg gedrehten Studioaufnahmen in das Fenster des Chemiesaals eine Stadtansicht von Ellwangen (Jagst) montiert war, entstand das hartnäckige Gerücht, auch in den Räumen des damaligen Peutinger-Gymnasiums und heutigen Landgerichts in Ellwangen sei gedreht worden. Der Kurpark in Bad Salzschlirf, die Altstadt von Schwäbisch Hall und das Rathaus Babelsberg sind ebenfalls im Film zu sehen.
Im Januar 1944 versuchte Reichserziehungsminister Bernhard Rust die Freigabe des Films zu verhindern, da er die Autorität der Schule und der Lehrer gefährde, was die schwierige Situation durch den kriegsbedingten Lehrermangel noch erschwere. Rühmann fuhr daraufhin in einem Nachtzug persönlich mit einer Filmkopie für zwei Tage in die Wolfsschanze, wo über Hermann Göring die Meinung Adolf Hitlers zum Film eingeholt wurde. „Ist dieser Film zum Lachen?“, hatte dieser der Überlieferung nach Göring gefragt. Als jener versicherte, dass er selbst mehrmals habe lachen müssen, erwiderte Hitler nur: „Dann ist dieser Film sofort für das deutsche Volk freizugeben.“ Nach dessen Zustimmung erhielt Propagandaminister Joseph Goebbels die Anweisung, den Film freizugeben. Die Premiere fand drei Tage später am 28. Januar 1944 in den Berliner Ufa-Palästen Königstadt und Tauentzien statt. Da abends mit Fliegeralarm zu rechnen war, wurde die Premiere auf den Vormittag gelegt. In den Wochen nach seiner Premiere erhielt der Film das Prädikat „künstlerisch wertvoll“.

## Fernsehausstrahlungen
Die erste Fernsehausstrahlung fand am 28. Dezember 1964 im Deutschen Fernsehfunk der DDR statt. In der Bundesrepublik Deutschland wurde der Film erstmals am 26. Dezember 1969 im ZDF gezeigt und erreichte eine Einschaltquote von 53 % (20 Millionen Zuschauer).

## Kritiken
„Bis in die Montageprinzipien hinein, bis in die Kostüme und Bauten vermittelt der Film das Glück einer emotionalen Rückwärtsbewegung, eines erlösten Verschwindens. […] Er vermittelt eine Strategie des Vergessens, der sich niemand vollständig entziehen kann; sie entfernt von der historischen Wirklichkeit ebenso wie von den wirklichen Erfahrungen der Institution Schule, wie von dem Ärger, den wir heute morgen im Büro hatten.“

„Immer noch vergnügliche Verfilmung von Heinrich Spoerls humoristischem Roman […] Unterstützt von potenten Komiker-Kollegen, zeigt sich Rühmann von seiner liebenswürdigsten komödiantischen Seite.“

„‚Die Feuerzangenbowle‘ gehört zu jenen schizophrenen Filmen aus der Spätzeit des Nationalsozialismus, die zugleich dem Regime dienen und über sein Ende hinausblicken wollen, die voller offener oder unterschwelliger Nazi-Ideologeme sind, und zugleich von einer Sehnsucht nach Frieden und Versöhnung zeugen, die sozusagen schon mit der Verdrängung der Schuld beginnt, während sie noch geschieht.“

## Aktuelle Rezeption

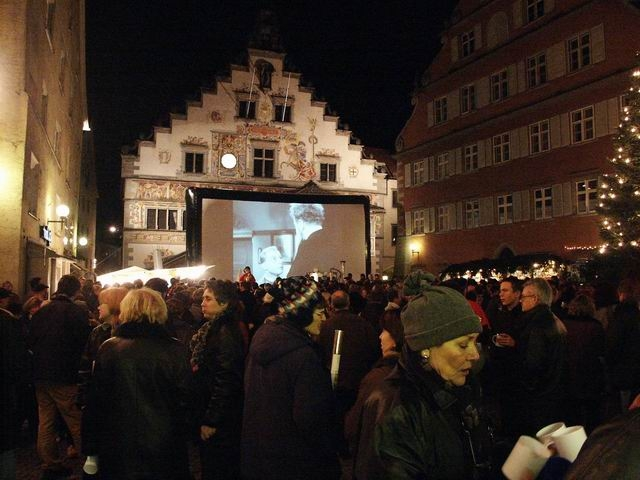
Winterkino mit Aufführung des Filmes in Lindau 2002

Vielerorts – häufig an Universitäten – werden in der Adventszeit Vorführungen des Filmes organisiert, der seit Jahrzehnten als Kultfilm gilt. Die größte (10.000 verkaufte Karten im Jahr 2000) und älteste Vorführungsveranstaltung findet seit Beginn der 1980er Jahre im Studentenkino der Universität Göttingen statt. Zunächst lediglich in einem Hörsaal, dann aber schon bald am Sonnabend vor dem 2. Advent im Zentralen Hörsaalgebäude (ZHG), parallel verteilt in mehreren Hörsälen und vor tausenden Zuschauern, die z. T. Requisiten mitbringen.
Die Rechte zur öffentlichen Aufführung des Films liegen in Deutschland bei Cornelia Meyer zur Heyde, die in Münster im Vorstand der rechtsextremistischen AfD aktiv war. Diese war in ihrer Studentenzeit in den 1970ern im Unikino der Universität Göttingen tätig und bekam zu der Zeit die Rechte angeboten. Sie lehnte nach einer Anfrage des Deutschen Historischen Museums eine Filmvorführung im historischen Kontext von Filmen im Dritten Reich ab.

## Trivia
- Beim Auswendiglernen deklamiert Pfeiffer laut die pq-Formel zur Lösung einer quadratischen Gleichung sowie den Tangenssatz.
- Der Kanon Der Frühling liebt das Flötenspiel, der im Musikunterricht von den Chören gesungen wurde, wurde 1943 von Erich Knauf für den Film getextet und komponiert.[20] Knauf wurde „wegen defätistischer Äußerungen im Luftschutzkeller“ am 6. April 1944 zum Tode verurteilt und am 2. Mai 1944 enthauptet.
- Hertha Rühmann, die Witwe von Heinz Rühmann, erzählte, dass Rühmann als Produzent des Films absichtlich die Dreharbeiten verzögerte, um die jungen Statisten möglichst lange vor der Einberufung zum Kriegsdienst zu schützen.[21] Oliver Ohmann gibt jedoch an, dass die Länge der Dreharbeiten normal gewesen sei und Rühmann anschließend gleich am nächsten Film gearbeitet habe.[22]